# (200030) 2007 PD39
(200030) 2007 PD39 es un asteroide perteneciente al cinturón de asteroides, descubierto el 13 de agosto de 2007 por el equipo del Lowell Observatory Near-Earth-Object Search desde la Estación Anderson Mesa (condado de Coconino, cerca de Flagstaff, Arizona, Estados Unidos).

## Designación y nombre
Designado provisionalmente como 2007 PD39.

## Características orbitales
2007 PD39 está situado a una distancia media del Sol de 3,149 ua, pudiendo alejarse hasta 3,743 ua y acercarse hasta 2,556 ua. Su excentricidad es 0,188 y la inclinación orbital 15,69 grados. Emplea 2041,88 días en completar una órbita alrededor del Sol.

## Características físicas
La magnitud absoluta de 2007 PD39 es 15,2.